# Henrik Jakob von Düben
Henrik Jakob von Düben, även känd som Dans-Düben ([fɔn dy:ʹbən]), född i maj 1733 i Stockholm, död 25 mars 1805 i Stockholm, var en svensk friherre, ceremonimästare, hovmarskalk och diplomat.

## Biografi

### Tidiga år
Henrik Jakob von Düben döptes den 31 maj 1733 i Stockholm och var son till tonsättaren och hovmarskalken Anders von Düben den yngre och Christina Sparfvenfeldt, samt dotterson till orientalisten Johan Gabriel Sparfwenfeldt. Hans far var musiker och senare kapellmästare vid Kungliga Hovkapellet och fastern Emerentia von Düben var gunstling hos drottning Ulrika Eleonora. Han hade 13 syskon, av vilka flera blev högt uppsatta i samhället.

### Diplomati och uppdrag i Polsk-litauiska samväldet 1767–1772
von Düben, som var student vid Uppsala universitet 1746 och därefter knuten till hovet, var envoyé till Polen 1767 och blev rappellerad 1772. Han var beskickningschef i den Svenska ambassaden i Warszawa från 1767 till 1769. Under tiden i Polsk-litauiska samväldet var han ministre plénipotentiaire.

### Hovmarskalk 1779–1781
von Düben kom på 1750-talet till Adolf Fredrik och Lovisa Ulrikas hov, där han först var ceremonimästare. Gustav III utnämnde honom till hovmarskalk 1779, en funktion som han dock frånträdde i oktober 1781.

### Övrigt
Han var även en av hundra män i Stockholms stads brandförsäkringskontor samt ledamot av dess direktion. Han framröstades som revisor av adelsståndet i den svenska riksgäldsförvaltningen jämte krigsfinansieringen mellan åren 1788–1792.

## Relationer
Under sin tid vid hovet uppmärksammades han då han hade en uppmärksammad relation med ballerinan Elisabeth Soligny, med vilken han fick en dotter.

### Äktenskap
von Düben gifte sig med Julie af Petersens som 1770 adlats för sin far Herman Petersens förtjänster. Hon avled 1791. Därefter gifte han om sig med en släkting, friherrinnan Gustafva Charlotta von Düben.

## Utmärkelser

### Svenska utmärkelser
- Riddare av Nordstjärneorden, 26 november 1781.[7]

### Utländska utmärkelser
- Mottagare av Sankt Stanislausorden
- Mottagare av Vita örnens orden